# ハノイ・ハンナ
ハノイ・ハンナ（Hanoi Hannah, 1931年 - 2016年9月30日）とは、ベトナム戦争において北ベトナムによって行われたプロパガンダ放送でアナウンサーを務めた女性のアメリカ軍における通称である。本名はチン・ティ・ゴ (Trịnh Thị Ngọ) 。

## 概要
彼女は戦争の間1日に3回の放送を行ない、戦死したり捕虜となったアメリカ兵の名前を読み上げ、またはベトナムへのアメリカの介入の不当性とその非人道性を訴えるアナウンスを行い、アメリカ兵達の厭戦気分を煽ろうとした。あるいはアメリカ兵たちに故郷を思い起こさせホームシックに陥れようと、アメリカの反戦ポピュラー音楽を流したりした。
例えば、彼女のアナウンスにはこのようなものがある。
戦後、ハンナは国家栄誉賞を受賞し、エンジニアの夫と共にホーチミン市に移住したが、彼女の長男はボートピープルとなってアメリカに亡命したという。
2016年、ホーチミンで死去。